# Luís Campos
Luís Filipe Hipólito Reis Pedrosa Campos, noto semplicemente come Luís Campos (Esposende, 6 settembre 1964), è un dirigente sportivo e allenatore di calcio portoghese, attualmente in carica al Paris Saint-Germain.

## Carriera
Laureato in educazione fisica all'Università di Porto, ha iniziato ad allenare nel settore giovanile dell'Esposende, prima di passare all'Espinho dove ha svolto il ruolo di preparatore fisico. Nel 1993 diventa allenatore dell'União Leiria, iniziando così la propria carriera di tecnico. Nel corso degli anni successivi allena in patria, raggiungendo risultati negativi, tra cui le retrocessioni con Varzim e Beira-Mar, ma riuscendo anche nell'impresa di interrompere la striscia di 27 partite senza sconfitte del Porto di José Mourinho. Dopo aver lasciato la carriera di allenatore, si dedica all'insegnamento e all'attività imprenditoriale, in ambito di software tattici per il calcio.
Nel 2012 viene chiamato da Mourinho al Real Madrid come osservatore; l'anno successivo, dopo aver lasciato i Blancos, approda al Monaco, prima come consulente e poi come direttore tecnico. Nel triennio trascorso con il club del Principato ha scoperto e valorizzato calciatori come Kylian Mbappé, Thomas Lemar, Bernardo Silva, Anthony Martial, Fabinho e Tiémoué Bakayoko.
Nel 2017 passa al Lilla, che riesce a riportare alla qualificazione in Champions League dopo 7 anni. Il 18 dicembre 2020, dopo la cessione societaria, lascia il club francese che, al termine della stagione, si laurea Campione di Francia. Ha lavorato pure come consulente esterno per gli spagnoli del Celta Vigo. Nel 2022 diventa direttore sportivo del Paris Saint-Germain.